# Enhjuling

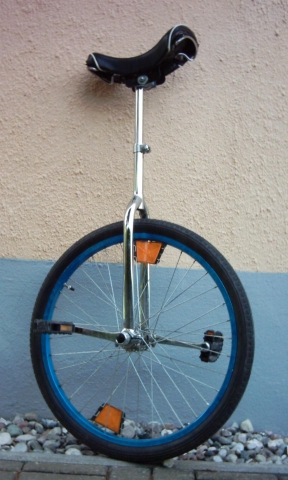
Enhjuling

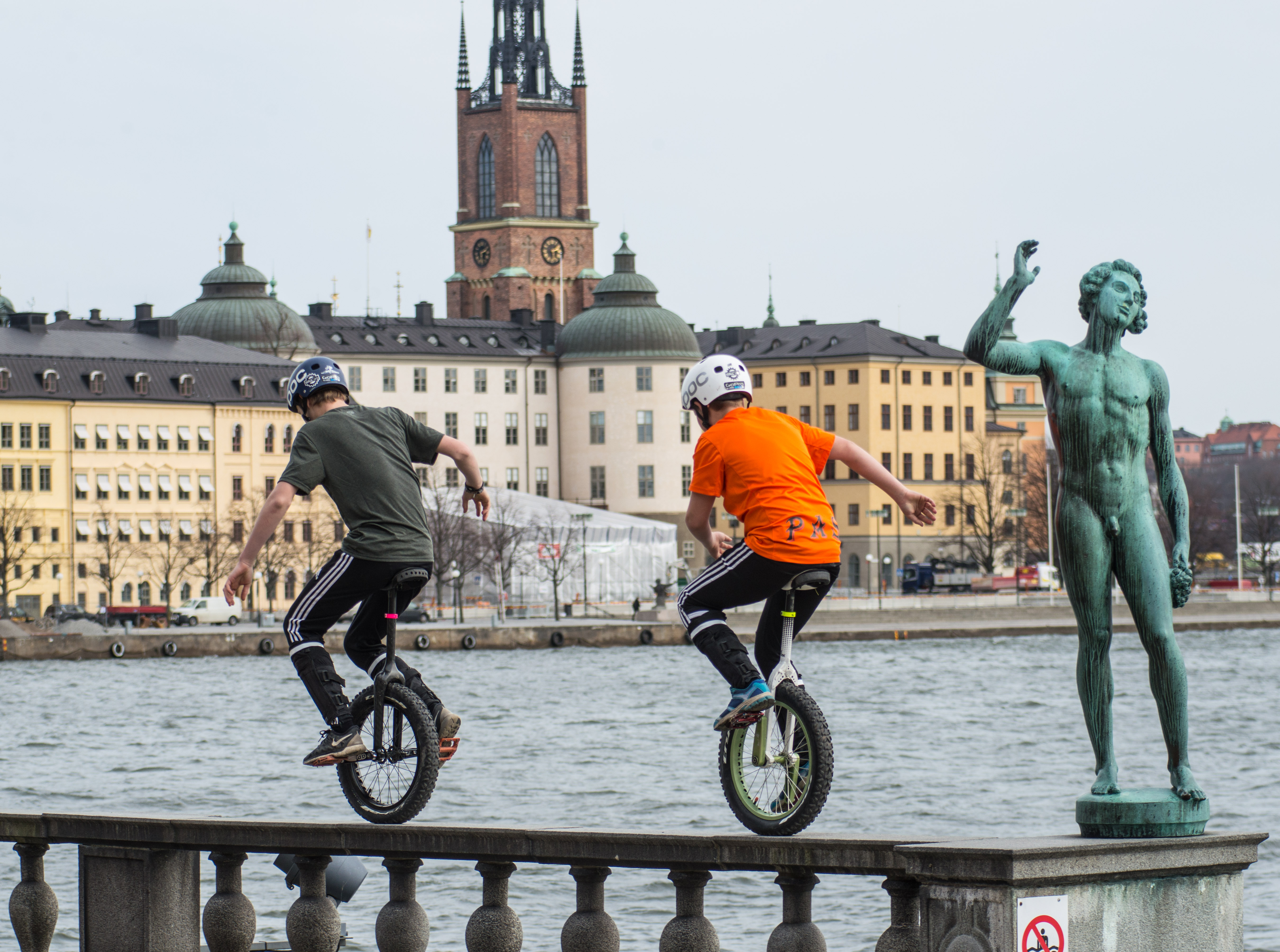
Enhjulingscykling på balustraden mot Riddarfjärden i Stadshusparken i Stockholm.

En enhjuling är en cykel som endast har ett hjul.
Enhjulingarna tros ha utvecklats ur höghjulingarna i slutet av 1800-talet. 
Precis som det finns olika tvåhjulingar finns det olika typer av enhjulingar. Det finns MUni-enhjulingar, som man cyklar mountainbike på, trials-enhjulingar, som man cyklar trial på, freestyle-enhjulingar som man gör olika fristående konster på (kallas även flatland), och giraff-enhjulingar, de höga enhjulingarna som ofta syns på cirkus. I utövandet av Street, en stil lånad från skateboard Street, åker utövaren i stadsmiljö och utnyttjar exempelvis vägkanter och trappor. 
Nya tävlingsformer har etablerats och det hålls årliga nordiska och internationella tävlingar. Man tävlar i bland annat Flatland, Distans (100m, 400m, 800m, 1500, 10.000m och maraton), Höjdhopp, Längdhopp, Freestyle (IUF teknikbana och Slowrace),Trial, speedtrial, onefoot, wheelwalk och Muni.
Enhjulingar med hjulstorlek 12" och 16" används främst av barn. 20" och 24" är vanliga storlekar att börja med för de som är lite längre.
Road-cyklar finns i två storlekar 28”(29”) och 36” (gäller vuxna) och skiljer sig märkbart från övriga kategorier med sina stora hjul. Enhjulingarna används för att cykla längre sträckor, hjulen är stora och vevarmarna korta. Cykeln har ofta handbromsar.
Trial-cyklingen slog igenom för 7-8 år sedan. Cykeln är byggd på en 19" -fälg och ett däck med dimensionen 2,5" är den vanligaste tjockleken. 
En giraff är en hög enhjuling, oftast med kedja. 
BC-Wheel (Impossible Wheel) kallas en cykel utan ram, sadel och har plattor som man står på istället för pedaler. Hjulet rullar fritt, ungefär som på en skateboard. Namnet BC wheel kommer från en serietidning där en stenålderskille åkte runt på denna typ av hjul.